# 金忠藩
金忠藩（1917年—1989年），中国人民解放军将领、中国人民解放军开国少将。
曾任第二高级步兵学校训练部部长。1955年，授予中国人民解放军少将。1977年12月至1979年7月，任成都军区政治部主任。